# Campeonato Europeo de Bádminton de 2006
El XX Campeonato Europeo de Bádminton se celebró en Den Bosch (Países Bajos) del 12 al 16 de abril de 2006 bajo la organización de la Unión Europea de Bádminton (EBU) y la Unión Neerlandesa de Bádminton.
Las competiciones se realizaron en el pabellón Maaspoort de la ciudad holandesa.

## Medallistas
| Evento               | Oro                                            | Plata                                      | Bronce                                                                                            |
| -------------------- | ---------------------------------------------- | ------------------------------------------ | ------------------------------------------------------------------------------------------------- |
| Individual masculino | Peter Gade Dinamarca                           | Kenneth Jonassen Dinamarca                 | Joachim Persson Dinamarca Niels Christian Kaldau Dinamarca                                        |
| Dobles masculino     | Jens Eriksen Martin Lundgaard Hansen Dinamarca | Carsten Mogensen Mathias Boe Dinamarca     | Robert Blair · Anthony Clark · Inglaterra Michał Łogosz · Robert Mateusiak · Polonia              |
| Individual femenino  | Huaiwen Xu · Alemania                          | Mia Audina · Países Bajos                  | Juliane Schenk · Alemania Yao Jie · Países Bajos                                                  |
| Dobles femenino      | Donna Kellogg Gail Emms Inglaterra             | Juliane Schenk · Nicole Grether · Alemania | Elin Bergblom · Johanna Persson · Suecia Lena Frier Kristiansen · Kamilla Rytter Juhl · Dinamarca |
| Dobles mixto         | Thomas Laybourn Kamilla Rytter Juhl Dinamarca  | Jens Eriksen Mette Schjoldager Dinamarca   | Robert Mateusiak · Nadieżda Kostiuczyk · Polonia Anthony Clark · Donna Kellogg · Inglaterra       |

## Medallero
| Núm. | País         | Oro | Plata | Bronce | Total |
| ---- | ------------ | --- | ----- | ------ | ----- |
| 1    | Dinamarca    | 3   | 3     | 3      | 9     |
| 2    | Alemania     | 1   | 1     | 1      | 3     |
| 3    | Inglaterra   | 1   | 0     | 2      | 3     |
| 4    | Países Bajos | 0   | 1     | 1      | 2     |
| 5    | Polonia      | 0   | 0     | 2      | 2     |
| 6    | Suecia       | 0   | 0     | 1      | 1     |
|      | TOTAL        | 5   | 5     | 10     | 20    |